# Villaz-Saint-Pierre
Pour les articles homonymes, voir Villaz (homonymie).
Villaz-Saint-Pierre (Velâ-chin-Pyéro  en patois fribourgeois) est une localité et une ancienne commune suisse du canton de Fribourg, située dans le district de la Glâne.
En 2020, la commune fusionne avec La Folliaz pour former la commune de Villaz.

## Histoire
La présence de ruines d'une villa romaine est le signe le plus ancien de présence humaine sur ce site. Durant le Moyen Âge, quelques bourgeois de ce village fondèrent le couvent de la Fille-Dieu.
Villaz-Saint-Pierre a fusionné en 1978 avec Fuyens. En 2018, les habitants de Villaz-Saint-Pierre et de La Folliaz ont du se prononcer sur une éventuelle fusion des deux communes. les habitants de Villaz-Saint-Pierre ont accepté à 82,39% (379 oui contre 81 non) et ceux de La Folliaz à 52,96% (286 oui contre 254 non). Le taux de participation se monte respectivement à 74,22% et 51,2%.

## Géographie
Dans la Haute-Glâne, Villaz-Saint-Pierre est située à 5 kilomètres de Romont.
Selon l'Office fédéral de la statistique, Villaz-Saint-Pierre mesure 559 km2. 13,4% de cette superficie correspond à des surfaces d'habitat ou d'infrastructure, 62,2% à des surfaces agricoles, 23,9% à des surfaces boisées et 0,5% à des surfaces improductives.

## Démographie
Selon l'Office fédéral de la statistique, Villaz-Saint-Pierre compte 1 305 habitants en 2022. Sa densité de population atteint 233 hab./km2.
Le graphique suivant résume l'évolution de la population de Villaz-Saint-Pierre entre 1850 et 2008 :